# Список супруг герцогов Мекленбурга
В данный список входят супруги герцогов, а затем великих герцогов Меленбург-Шверина и Меклунбург-Стрелица.

## Герцогини Мекленбурга

### Мекленбург-Шверинская линия
| Портрет | Имя                                    | Отец                                                              | Рождение        | Брак           | Герцогиня с                                  | Герцогиня до                  | Смерть         | Супруг              |
| ------- | -------------------------------------- | ----------------------------------------------------------------- | --------------- | -------------- | -------------------------------------------- | ----------------------------- | -------------- | ------------------- |
|         | София Шарлотта Гессен-Кассельская      | Карл (ландграф Гессен-Касселя) (Гессенский дом)                   | 16 июля 1678    | 2 января 1704  | 2 января 1704                                | 31 июля 1713 смерть супруга   | 30 мая 1749    | Фридрих Вильгельм I |
|         | Екатерина Иоанновна                    | Иван V (Романовы)                                                 | 20 октября 1691 | 19 апреля 1716 | 19 апреля 1716                               | 1728 отречение супруга        | 14 июня 1733   | Карл Леопольд       |
|         | Густава Каролина Мекленбург-Стрелицкая | Адольф Фридрих II Мекленбург-Стрелицкий (Мекленбургский дом)      | 12 июля 1694    | 13 ноября 1714 | 1728 вступление супруга на престол           | 13 апреля 1748                | 13 апреля 1748 | Кристиан Людвиг II  |
|         | Луиза Фридерика Вюртембергская         | Фридрих Людвиг Вюртембергский (Вюртембергский дом)                | 3 февраля 1722  | 2 марта 1746   | 30 мая 1756 вступление супруга на престол    | 24 апреля 1785 смерть супруга | 2 августа 1791 | Фридрих II          |
|         | Луиза Саксен-Готская                   | Иоганн Август Саксен-Гота-Альтенбургский (Саксен-Гота-Альтенбург) | 9 марта 1756    | 1 июня 1775    | 24 апреля 1785 вступление супруга на престол | 1 января 1808                 | 1 января 1808  | Фридрих Франц I     |

### Мекленбург-Стрелицкая линия
| Портрет | Имя                                                 | Отец                                                                     | Рождение       | Брак           | Герцогиня с    | Герцогиня до                   | Смерть         | Супруг             |
| ------- | --------------------------------------------------- | ------------------------------------------------------------------------ | -------------- | -------------- | -------------- | ------------------------------ | -------------- | ------------------ |
|         | Иоганна Саксен-Гота-Альтенбургская                  | Фридрих I Саксен-Гота-Альтенбургский (Саксен-Гота-Альтенбург)            | 1 октября 1680 | 20 июня 1702   | 20 июня 1702   | 9 июля 1704                    | 9 июля 1704    | Адольф Фридрих II  |
|         | Кристиана Эмилия Шварцбург-Зондерсгаузенская        | Кристиан Вильгельм Шварцбург-Зондерсгаузенский (Шварцбург-Зондерсгаузен) | 30 марта 1681  | 10 июня 1705   | 10 июня 1705   | 12 мая 1708 смерть супруга     | 1 ноября 1751  | Адольф Фридрих II  |
|         | Доротея София Шлезвиг-Гольштейн-Зондербург-Плёнская | Иоганн Адольф Гольштейн-Плёнский (Ольденбурги)                           | 4 декабря 1692 | 16 апреля 1709 | 16 апреля 1709 | 11 декабря 1752 смерть супруга | 29 апреля 1765 | Адольф Фридрих III |

## Великие герцогини Мекленбурга

### Мекленбург-Шверинская линия
| Портрет | Имя                             | Отец                                                 | Рождение         | Брак           | Великая герцогиня с                          | Великая герцогиня до             | Смерть          | Супруг            |
| ------- | ------------------------------- | ---------------------------------------------------- | ---------------- | -------------- | -------------------------------------------- | -------------------------------- | --------------- | ----------------- |
|         | Александрина Прусская           | Фридрих Вильгельм III (Гогенцоллерны)                | 23 февраля 1803  | 25 мая 1822    | 1 февраля 1837 вступление супруга на престол | 7 марта 1842 смерть супруга      | 21 апреля 1892  | Пауль Фридрих     |
|         | Августа Рейсс-Шлейц-Кестрицская | Генрих LXIII Рейсский (Рейсс (младшей линии))        | 26 мая 1822      | 3 ноября 1849  | 3 ноября 1849                                | 3 марта 1862                     | 3 марта 1862    | Фридрих Франц II  |
|         | Анна Гессен-Дармштадтская       | Карл Гессенский (Гессенский дом)                     | 25 мая 1843      | 4 июля 1864    | 4 июля 1864                                  | 16 апреля 1865                   | 16 апреля 1865  | Фридрих Франц II  |
|         | Мария Шварцбург-Рудольштадтская | Адольф Шварцбург-Рудольштадтский (Шварцбургский дом) | 29 января 1850   | 4 июля 1868    | 4 июля 1868                                  | 15 апреля 1883 смерть супруга    | 22 апреля 1922  | Фридрих Франц II  |
|         | Анастасия Михайловна            | Михаил Николаевич (Романовы)                         | 28 июля 1860     | 24 января 1879 | 15 апреля 1883 вступление супруга на престол | 10 апреля 1897 смерть супруга    | 11 марта 1922   | Фридрих Франц III |
|         | Александра Ганноверская         | Эрнст Август II Ганноверский (Ганноверский дом)      | 29 сентября 1882 | 7 июня 1904    | 7 июня 1904                                  | 14 ноября 1918 отречение супруга | 30 августа 1963 | Фридрих Франц IV  |

### Мекленбург-Стрелицкая линия
| Портрет | Имя                           | Отец                                                    | Рождение        | Брак            | Великая герцогиня с                           | Великая герцогиня до           | Смерть          | Супруг               |
| ------- | ----------------------------- | ------------------------------------------------------- | --------------- | --------------- | --------------------------------------------- | ------------------------------ | --------------- | -------------------- |
|         | Мария Гессен-Кассельская      | Фридрих Гессен-Кассельский (Гессенский дом)             | 21 января 1796  | 12 августа 1817 | 12 августа 1817                               | 6 сентября 1860 смерть супруга | 30 декабря 1880 | Георг                |
|         | Августа Каролина Кембриджская | Адольф Фредерик, герцог Кембриджский (Ганноверский дом) | 19 июля 1822    | 28 июня 1843    | 6 сентября 1860 вступление супруга на престол | 30 мая 1904 смерть супруга     | 5 декабря 1916  | Фридрих Вильгельм II |
|         | Елизавета Ангальт-Дессауская  | Фридрих I (герцог Ангальта) (Аскании)                   | 7 сентября 1857 | 17 апреля 1877  | 30 мая 1904 вступление супруга на престол     | 11 июня 1914 смерть супруга    | 20 июля 1933    | Адольф Фридрих V     |

## Титулярные Великие герцогини Мекленбурга

### Мекленбург-Шверинская линия
| Портрет                       | Имя                        | Отец                                            | Рождение         | Брак         | Титулярная Великая герцогиня с                                     | Титулярная Великая герцогиня до | Смерть          | Супруг            |
| ----------------------------- | -------------------------- | ----------------------------------------------- | ---------------- | ------------ | ------------------------------------------------------------------ | ------------------------------- | --------------- | ----------------- |
|                               | Александра Ганноверская    | Эрнст Август II Ганноверский (Ганноверский дом) | 29 сентября 1882 | 7 июня 1904  | 14 ноября 1918 отречение супруга                                   | 17 ноября 1945 смерть супруга   | 30 августа 1963 | Фридрих Франц IV  |
|                               | Карина Елизавета фон Шапер | Вальтер фон Шапер (Шапер)                       | 31 января 1920   | 11 июня 1941 | 17 ноября 1945 вступление супруга                                  | 22 сентября 1967 развод         | 26 января 2012  | Фридрих Франц (V) |
| 27 апреля 1977 Повторный брак | Карина Елизавета фон Шапер | Вальтер фон Шапер (Шапер)                       | 31 января 1920   | 11 июня 1941 | 31 июля 2001 смерть супруга Мекленбург-Швериская линия прервалась. |                                 | 26 января 2012  | Фридрих Франц (V) |

### Мекленбург-Стрелицкая линия
| Портрет | Имя                       | Отец                                   | Рождение        | Брак            | Титулярная Великая герцогиня с    | Титулярная Великая герцогиня до | Смерть         | Супруг          |
| ------- | ------------------------- | -------------------------------------- | --------------- | --------------- | --------------------------------- | ------------------------------- | -------------- | --------------- |
|         | Ирина Михайловна Раевская | Михаил Николаевич Раевский             | 18 августа 1892 | 7 октября 1920  | 6 декабря 1934 вступление супруга | 22 января 1955                  | 22 января 1955 | Георг           |
|         | Шарлотта Австрийская      | Карл I (император Австрии) (Габсбурги) | 1 марта 1921    | 21 июля 1956    | 21 июля 1956                      | 6 июля 1963 смерть супруга      | 23 июля 1989   | Георг           |
|         | Илона Австрийская         | Иосиф Франц Австрийский (Габсбурги)    | 20 апреля 1927  | 20 февраля 1946 | 6 июля 1963 вступление супруга    | 12 декабряr 1974 развод         | 12 января 2011 | Георг Александр |
|         | Алиса Вагнер              | Юрген Вагнер                           | 2 августа 1959  | 24 декабря 1985 | 26 января 1996 вступление супруга | действующая                     | —              | Борвин          |